# Häuser der Gerechtigkeit
Häuser der Gerechtigkeit sind die in der Zukunft vorgesehene Bezeichnung für gewählte Institutionen der Bahai-Verwaltungsordnung, die auf verschiedenen Ebenen  tätig sind. Zu ihren Zielen zählt neben der Verwaltung von Gemeindeangelegenheiten die Förderung gemeinnütziger Tätigkeiten im Sinne der Bahai-Lehren.

## Geschichte
Die Institution des Örtlichen Hauses der Gerechtigkeit geht zurück auf Bahāʾullāhs Kitab-i-Aqdas. Er schreibt dort: „Der Herr hat befohlen, dass in jeder Stadt ein Haus der Gerechtigkeit errichtet werde, in dem sich Beratende nach der Zahl Baha versammeln sollen. Wird diese Zahl überschritten, so schadet dies nicht.“ Der Abdschad-Zahlenwert des arabischen Begriffs Baha ist neun. Alle Räte haben heute jeweils neun Mitglieder, die von Baha’u’llah vorgeschriebene Mindestzahl. Die örtlichen und nachgeordneten Häuser der Gerechtigkeit werden heute noch als Örtliche und Nationale Geistige Räte bezeichnet. Shoghi Effendi sah darin eine vorläufige Bezeichnung, die „in dem Maße, wie die Stellung und die Ziele des Bahai-Glaubens besser verstanden werden und umfassender erkannt werden, nach und nach durch die endgültige, passendere Bezeichnung“ Häuser der Gerechtigkeit ersetzt werde.
Die Örtlichen Geistigen Räte werden in allen Städten, Ortschaften und Dörfern gebildet, in denen eine Bahai-Gemeinde mit mindestens neun erwachsenen Mitgliedern existiert. Das Alter der Volljährigkeit hat Shoghi Effendi für diesen Zweck vorläufig auf 21 Jahre festgelegt und bemerkt, dass es vom Universalen Haus der Gerechtigkeit in Zukunft anders geregelt werden könne. Die örtlichen Geistigen Räte werden jährlich am 1. Ridvan (20./21. April, siehe auch: Bahai-Kalender) von allen erwachsenen Gläubigen der Gemeinde direkt gewählt. Gewählt wird frei und geheim nach dem Prinzip der Mehrheitswahl im Geiste des Gebetes – ohne vorherige Kandidatenschau oder Wahlkampf. Bei genau neun Mitgliedern kann eine Wahl unterbleiben. Ridvan 2004 gab es über 9.600 Örtliche Geistige Räte.
Die Nationalen Geistigen Räte werden jährlich indirekt von Abgeordneten der gesamten Gemeinde gewählt. Abdu’l Baha verwendet für den Nationalen Geistigen Rat den Begriff „sekundäres Haus der Gerechtigkeit“ und macht damit deutlich, dass es trotz seiner Führungsaufgaben – von der örtlichen und von der Weltebene her gesehen – zweitrangig ist. Der Nationale Geistige Rat von Deutschland wurde 1922 zum ersten Mal gewählt. Weltweit gibt es momentan 183 Nationale Geistige Räte.

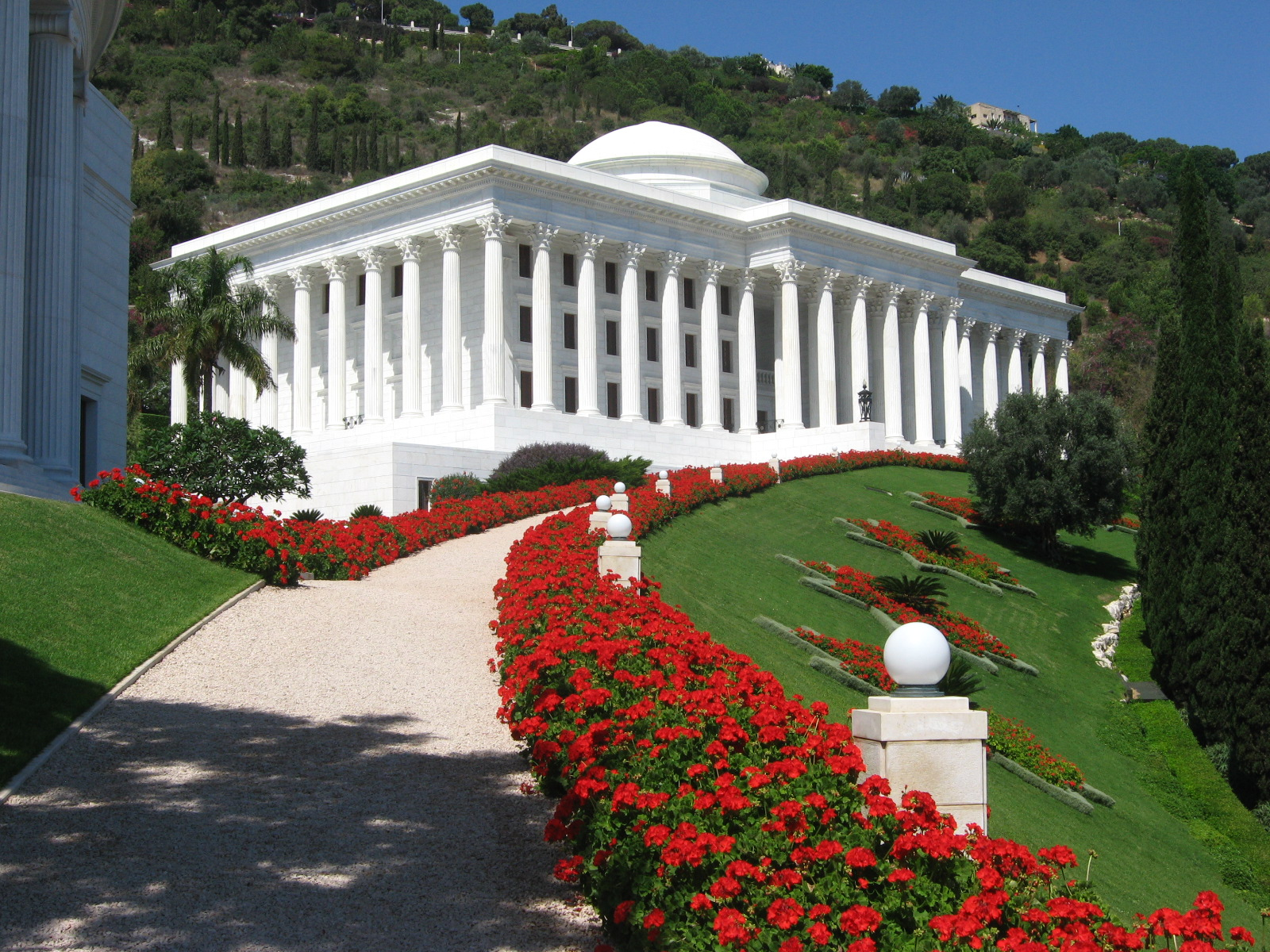
Der Sitz des Universalen Hauses der Gerechtigkeit mit dem Berg Karmel im Hintergrund

Das Universale Haus der Gerechtigkeit repräsentiert das höchste internationale Gremium der Bahai-Gemeinde mit Sitz in Haifa, Israel. Das Universale Haus der Gerechtigkeit besteht aus neun Männern, die seit 1963 in einem Turnus von fünf Jahren von den Delegierten der Nationalen Geistigen Räte gewählt werden. Entsprechend den Statuten dieser Institution von 1972 sind Frauen auf internationaler Ebene bis heute nicht wählbar. Den heutigen Sitz erbaute der Architekt Hossein Amanat von 1973 bis 1982.